# جو بينيت (كاتب)
جو بينيت (بالإنجليزية: Joe Bennett)‏ هو كاتب نيوزلندي، ولد في 20 أبريل 1957.